# Chulud Ahmad Allam Ahmad
Chulud Ahmad Allam Ahmad (arab. خلود أحمد علام أحمد ;ur. 12 marca 1998) – egipska zapaśniczka walcząca w stylu wolnym. Brązowa medalistka mistrzostw Afryki w 2020; piąta w 2016 i 2017. Trzecia na mistrzostwach Afryki juniorów w 2016, 2017 i 2020 roku.